# خشونت در کلمبیا
بزرگترین سازمان چریکی مسلح در کلمبیا که فارک- اپ نام دارد، بین ده هزار تا هفده هزار نیروی مسلح که سی درصد آنان را زنان تشکیل می‌دهند در اختیار دارد. این سازمان در دوران حاکمیت پاسترانا رئیس جمهور قبلی کلمبیا منطقه‌ای از خاک کلمبیا به وسعت کشور سوئیس را در کنترل خود داشت و سالها مذاکره صلح بین فارک- اپ و آقای پاسترانا بدون نتیجه خاتمه یافت.
دومین سازمان چریکی چپ که هیچوقت با دولت مرکزی کلمبیا حاضر به مذاکره نشده‌است ای-ال-ان نام دارد که با در اختیار داشت بیش از ۵۰۰۰ نفر چریک مسلح عمدتأ در مناطق نفت خیز فعال است و این سازمان لوله‌های صدور نفت را هدف نظامی اعلام کرده و از سال ۱۹۸۰ تا سال ۲۰۰۳ بیش از ۹۵۰ بار لوله‌های صدور نفت را مورد حمله و تخریب قرار داده‌است. در خلال سالهای (۲۰۰۴-۲۰۰۵)، خط لوله نفتی در استان اروکا حداقل در دویست مورد هدف حمله چریک‌های چپگرای کلمبیا قرار گرفته‌است.
جورج بوش در نوامبر ۲۰۰۴ در سفر خود به کلمبیا مبلغ ۸۳۹ میلیون دلار کمک نظامی و ۹۸ میلیون دلار کمک مالی جهت پرداخت هزینه‌های حفاظت از لوله‌های صدور نفت به دولت کلمبیا داد.
در این میان سازمان سیا و طبقه حاکم در کلمبیا نیز بیکار ننشسته‌اند و با کمک ارتش و فئودالها سازمان آ یو سی را ایجاد کرده‌اند که با در اختیار داشتن بیش از ۵۰۰۰ مزدور مسلح در کنار مقابله با چریکهای چپگرا و ترور فعالین اتحادیه‌های کارگری، شهر مدئین را مرکز فعالیت خود قرار داده و در مناطق تحت کنترل این سازمان و در شهر کالی بزرگترین باند مواد مخدر در کلمبیا به نام «کالی کارتل» را ایجاد کرده‌است که فعالیت عمده آن صدور کوکائین به آمریکا و دیگر کشورهای جهان است.

در نتیجه حاکمیت دولتهای راستگرای طرفدار آمریکا در کلمبیا، این کشور به بزرگترین قتلگاه فعالین کارگری در جهان تبدیل شده‌است. به گفته اتحادیه مرکزی کارگران کلمبیا از سال ۱۹۹۶ تا سال ۲۰۰۰ تعداد ۲۳۰۰ نفر از فعالین کارگری در کلمبیا به قتل رسیده‌اند و ۷۵ درصد از فعالین کارگری که در تمام جهان به قتل می‌رسند کلمبیایی هستند. شرکتهای نفتی آمریکایی اکسیدنتال و شرکت نفتی انگلیسی بی پی آماکو نیز برای خلاصی از شر فعالین کارگری و قتل آنان با جوخه‌های مرگ راستگرایان همکاری می‌کنند.